# Saison 2018-2019 du Borussia Mönchengladbach
Maillots
La saison 2018-2019 est la 11e saison du Borussia Mönchengladbach consécutive en Bundesliga.

## Transferts

### Transferts estivaux
| Nom                  | Nationalité | Poste     | Transfert                     | Provenance/Destination | Division                |
| -------------------- | ----------- | --------- | ----------------------------- | ---------------------- | ----------------------- |
| Arrivées             |             |           |                               |                        |                         |
| Alassane Pléa        | France      | Attaquant | Transfert (25 M€)             | OGC Nice               | Ligue 1                 |
| Andreas Poulsen      | Danemark    | Défenseur | Transfert (4,5 M€)            | FC Midtjylland         | Alka Superligaen        |
| Michael Lang         | Suisse      | Défenseur | Transfert (2,8 M€)            | FC Bâle                | Super League            |
| Keanan Bennetts      | Angleterre  | Milieu    | Transfert (2,2 M€)            | Tottenham HSC          | Premier League          |
| Torben Müsel         | Allemagne   | Attaquant | Transfert                     | FC Kaiserslautern      | 3.Liga                  |
| Louis Beyer          | Allemagne   | Défenseur | Premier contrat professionnel | M'gladbach U19         | -                       |
| Florian Mayer        | Allemagne   | Défenseur | Premier contrat professionnel | M'gladbach II          | Regionalliga            |
| Florian Neuhaus      | Allemagne   | Milieu    | Retour de prêt                | Fortuna Düsseldorf     | Bundesliga              |
| Kwame Yeboah         | Australie   | Attaquant | Retour de prêt                | SC Paderborn 07        | 2.Bundesliga            |
| Janis Blaswich       | Allemagne   | Gardien   | Retour de prêt                | Hansa Rostock          | 3.Liga                  |
| Tsiy William Ndenge  | Allemagne   | Milieu    | Retour de prêt                | Roda JC                | Eredivisie              |
| Départs              |             |           |                               |                        |                         |
| Jannik Vestergaard   | Danemark    | Défenseur | Transfert (25 M€)             | Southampton FC         | Premier League          |
| Vincenzo Grifo       | Italie      | Attaquant | Transfert (5,5 M€)            | TSG Hoffenheim         | Bundesliga              |
| Raúl Bobadilla       | Paraguay    | Attaquant | Transfert (1,8 M€)            | Argentinos             | Primera División        |
| Tsiy William Ndenge  | Allemagne   | Milieu    | Transfert (650 k€)            | FC Lucerne             | Super League            |
| Ba-Muaka Simakala    | Allemagne   | Attaquant | ?                             | Roda JC                | Keuken Kampioen Divisie |
| Janis Blaswich       | Allemagne   | Gardien   | ?                             | Heracles Almelo        | Eredivisie              |
| Kwame Yeboah         | Australie   | Attaquant | ?                             | Fortuna Cologne        | 3.Liga                  |
| Christofer Heimeroth | Allemagne   | Gardien   | Retraite                      | Retraite               | Retraite                |
| Reece Oxford         | Angleterre  | Défenseur | Fin de prêt                   | West Ham United        | Premier League          |

### Transferts hivernaux
| Nom          | Nationalité | Poste  | Transfert | Provenance/Destination | Division     |
| ------------ | ----------- | ------ | --------- | ---------------------- | ------------ |
| Arrivées     |             |        |           |                        |              |
| Départs      |             |        |           |                        |              |
| László Bénes | Slovaquie   | Milieu | Prêt      | Holstein Kiel          | 2.Bundesliga |

## Compétitions
| Cinquième 55 points | Deuxième tour |
| 16V 7N 11D          | 1V 0N 1D      |
| TOTAL: 17V 7N 12D   |               |

### Championnat

#### Journées 1 à 5
Le Borussia a remporté son premier match de la saison en Bundesliga. Les poulains ont battu Leverkusen 2 à 0. Bien que dominé par Leverkusen en première période, ils ont vite reprit le dessus en seconde période et ont inscrit deux buts en moins de 5 minutes. Lors de la deuxième journée, les poulains ont évité la défaite grâce à un but inscrit à la 68e minute, sur la pelouse du FC Augsbourg, par un Français fraîchement arrivé. Contre Schalke, les poulains ont éprouvé quelques difficultés en début de seconde mi-temps, mais ont finalement fini par s'imposer sur un score de 2 buts à 1 et enfoncent encore un peu plus Schalke. Lors de la 4e journée, les poulains de Gladbach affrontaient les joueurs du Hertha, c'est un choc entre deux équipes qui ont plutôt bien démarré la saison, mais à l'Olympiastadion, les joueurs de Dieter Hecking sont un cran en dessous et s'inclinent logiquement sur un score lourd de 4 buts à 2. Lors de la journée suivante, les poulains ont retrouvé le chemin de la victoire, invaincu à domicile, les joueurs de Dieter Hecking récidivent en s'imposant sur le score de 3 buts à 1 face à Francfort.

#### Journées 6 à 10
Lors de la sixième journée, les poulains affrontaient les loups de Wolfsburg, un match équilibré entre deux équipes ayant bien débuté la saison, ce qui mena les deux équipes à se quitter sur un score nul de 2 buts à 2. Face à un Bayern souffrant, les poulains ont démontré l'étendue de leur talent en s'imposant sur un score de 3 buts à 0, de quoi enfoncer encore un peu plus le Bayern dans la crise. De retour à domicile après deux matchs à l'extérieur, les poulains ne se sont pas fait attendre, ils ont commencé par un but à la 21e minute de Jonas Hofmann qui inscrira d'ailleurs un triplé qui permettra à son équipe de s'imposer sur le score de 4 buts à 0. Dans la Forêt- Noire, les poulains encaissent un but dès la première minute du match, ils égalisent grâce à un but à la 20e minute, mais après la pause ils finiront par sombrer et perdront sur le score de 3 buts à 1, depuis 2002 jamais le Borussia n'a pris des points dans la Forêt-Noire. Mönchengladbach n'est pas un terrain favorable au Fortuna Düsseldorf qui ne s'est plus imposé depuis le 30 novembre 1984, et le changement n'est visiblement pas pour cette fois puisque les poulains s'imposent sur un score de 3 buts à 0.

#### Journées 11 à 15
Lors de la onzième journée, les poulains affrontaient le Werder Brême, sur le papier une opposition intéressante, mais sur le terrain, les joueurs du Werder ont commis trop d'erreurs défensives ce qui a permis au Borussia de s'imposer sur le score de trois buts à zéro, et ce, grâce à un triplé du français Alassane Pléa. De retour à domicile, et toujours invaincu, les poulains ont atomisé Hanovre grâce aux quatre buts inscrits par les hommes de Dieter Hecking, Mathias Ginter finira quant à lui à l'hôpital après une choc tête contre tête. Cependant face à Leipzig, qui est invaincu à domicile, tout se passe beaucoup moins bien, les poulains encaissent un but dès la troisième minute puis un autre juste avant la mi-temps, ils s'inclinent sur le score de 2 buts à 0. Les poulains, dans un premier temps en difficulté face à un Stuttgart mal classé finissent par s'imposer sur un score de 3 buts à 0 et continuent leur série de victoires à domicile. Mais face à Hoffenheim, il n'en est rien, les poulains éprouvent des difficultés offensives et concèdent même deux buts qui seront refusés, le résultat est clair, 0 à 0.

#### Journées 16 et 17
Toujours invaincu à domicile le Borussia continue sur sa lancée face à Nuremberg en s'imposant sur le score de 2 buts à 0, dans la douleur en première mi-temps avant de décoller en seconde. Mais dans le duel des Borussia opposant Dortmund à Mönchengladbach, les hommes de Hecking ont eu plus de difficultés et ont été forcés de s'incliner sur la pelouse du Signal Iduna Park pour la dernière journée de la phase aller du championnat. Le bilan est tout de même positif puisque les poulains sont trois positions au-dessus du rang de la saison précédente au même moment.

#### Journées 18 à 22
Pour la reprise du championnat après la trêve hivernale, les hommes de Dieter Hecking affrontent Leverkusen et s'imposent grâce à un but du français Alassane Pléa. Pour la journée suivante, M'gladbach accueille le FC Augsbourg et remporte la victoire grâce à deux buts d'Oscar Wendt et Patrick Herrmann, les poulains sont toujours invaincus à domicile depuis le début de la saison . 
Pour la vingtième journée de Bundesliga, les Poulains se déplacent pour affronter Schalke 04 et gagnent deux buts à zéro avec des buts de Christoph Kramer et Florian Neuhaus. Le week-end suivant, Mönchengladbach reçoit le Hertha Berlin et subit alors une cuisante défaite trois buts à zéro, coupant net la bonne dynamique acquise depuis la reprise, de plus, Dieter Hecking perd Jonas Hofmann sur blessure, il s'agit de la première défaite à domicile depuis le début de la saison. Pour la vingt-deuxième journée, les Poulains se déplacent à Francfort et Denis Zakaria offre à son équipe le point du nul après quatre-vingt-deux minutes de jeu.

#### Classement
| Rang | Équipe                   | Pts | J  | G  | N | P  | Bp | Bc | Diff | Qualification ou relégation                                              |
| ---- | ------------------------ | --- | -- | -- | - | -- | -- | -- | ---- | ------------------------------------------------------------------------ |
| 3    | RB Leipzig               | 66  | 34 | 19 | 9 | 6  | 63 | 29 | +34  | Qualification pour la phase de groupes de la Ligue des champions         |
| 4    | Bayer Leverkusen         | 58  | 34 | 18 | 4 | 12 | 69 | 52 | +17  | Qualification pour la phase de groupes de la Ligue des champions         |
| 5    | Borussia Mönchengladbach | 55  | 34 | 16 | 7 | 11 | 55 | 42 | +13  | Qualification pour la phase de groupes de la Ligue Europa                |
| 6    | VfL Wolfsburg            | 55  | 34 | 16 | 7 | 11 | 62 | 50 | +12  | Qualification pour la phase de groupes de la Ligue Europa                |
| 7    | Eintracht Francfort      | 54  | 34 | 15 | 9 | 10 | 60 | 48 | +12  | Qualification pour le troisième tour de qualification de la Ligue Europa |

#### Évolution du classement et des résultats
| Journée  | 1  | 2  | 3  | 4  | 5  | 6  | 7  | 8  | 9  | 10 | 11 | 12 | 13 | 14 | 15 | 16 | 17 | 18 | 19 | 20 | 21 | 22 | 23 | 24 | 25 | 26 | 27 | 28 | 29 | 30 | 31 | 32 | 33 | 34 | Journées en tête |
| -------- | -- | -- | -- | -- | -- | -- | -- | -- | -- | -- | -- | -- | -- | -- | -- | -- | -- | -- | -- | -- | -- | -- | -- | -- | -- | -- | -- | -- | -- | -- | -- | -- | -- | -- | ---------------- |
| Résultat | V  | N  | V  | D  | V  | N  | V  | V  | D  | V  | V  | V  | D  | V  | N  | V  | D  | D  | V  | V  | D  | N  | D  | D  | V  | N  | D  | N  | V  | D  | D  | N  | V  | D  | —                |
| Rang     | 3e | 5e | 4e | 6e | 4e | 4e | 3e | 2e | 4e | 2e | 2e | 2e | 2e | 2e | 2e | 2e | 3e | 3e | 3e | 2e | 3e | 3e | 3e | 4e | 4e | 4e | 5e | 5e | 5e | 5e | 5e | 6e | 4e | 5e | 0                |

## Joueurs et encadrement technique

### Encadrement technique

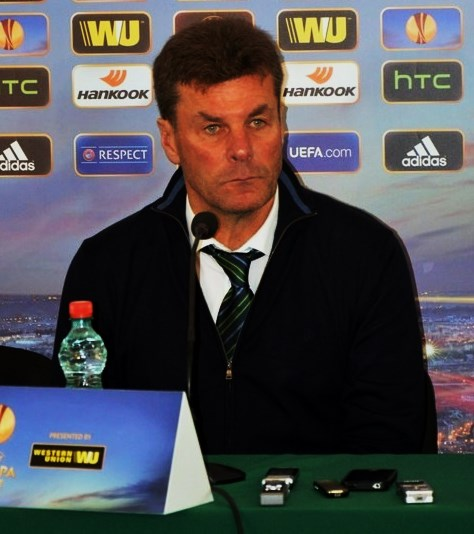

Pour cette saison 2018-2019, le Borussia Mönchengladbach est une fois de plus entraîné par Dieter Hecking, ancien joueur du club. 
 Il entame par ailleurs la dernière année de son contrat qui a débuté le 21 décembre 2016.

### Effectif professionnel
Le tableau suivant liste l'effectif professionnel du Borussia Mönchengladbach pour la saison 2018-2019.

## Statistiques

### Statistiques collectives
| Compétition       | Débute au tour | Termine       | Matches joués | Gagnés | Nuls | Perdus | Buts pour | Buts contre | Différence |
| ----------------- | -------------- | ------------- | ------------- | ------ | ---- | ------ | --------- | ----------- | ---------- |
| Bundesliga        | -              | Cinquième     | 34            | 16     | 7    | 11     | 55        | 42          | +13        |
| Coupe d'Allemagne | Premier tour   | Deuxième tour | 2             | 1      | 0    | 1      | 11        | 6           | +5         |
| Total             | -              | -             | 36            | 17     | 7    | 12     | 66        | 48          | +18        |

### Statistiques individuelles
(Mis à jour le 23 mai 2019)
| Numéro | Nat. | Nom       | Championnat | Championnat | Championnat    | Championnat | Championnat  | Coupe d'Allemagne | Coupe d'Allemagne | Coupe d'Allemagne | Coupe d'Allemagne | Coupe d'Allemagne | Total | Total       | Total          | Total  | Total        |
| Numéro | Nat. | Nom       | M.j.        | But inscrit | Passe décisive | Averti      | Carton rouge | M.j.              | But inscrit       | Passe décisive    | Averti            | Carton rouge      | M.j.  | But inscrit | Passe décisive | Averti | Carton rouge |
| ------ | ---- | --------- | ----------- | ----------- | -------------- | ----------- | ------------ | ----------------- | ----------------- | ----------------- | ----------------- | ----------------- | ----- | ----------- | -------------- | ------ | ------------ |
| 1      |      | Sommer    | 34          | 0           | 0              | 1           | 0            | 1                 | 0                 | 0                 | 0                 | 0                 | 35    | 0           | 0              | 1      | 0            |
| 3      |      | Lang      | 17          | 1           | 0              | 0           | 0            | 1                 | 0                 | 0                 | 0                 | 0                 | 18    | 1           | 0              | 0      | 0            |
| 5      |      | Strobl    | 29          | 0           | 4              | 4           | 0            | 1                 | 0                 | 0                 | 0                 | 0                 | 30    | 0           | 4              | 4      | 0            |
| 6      |      | Kramer    | 18          | 2           | 1              | 6           | 0            | 1                 | 0                 | 0                 | 0                 | 0                 | 19    | 2           | 1              | 6      | 0            |
| 7      |      | Herrmann  | 24          | 3           | 2              | 1           | 0            | 2                 | 0                 | 1                 | 1                 | 0                 | 26    | 3           | 3              | 2      | 0            |
| 8      |      | Zakaria   | 31          | 4           | 1              | 7           | 0            | 1                 | 0                 | 0                 | 0                 | 0                 | 32    | 4           | 1              | 7      | 0            |
| 10     |      | Hazard    | 33          | 10          | 11             | 1           | 0            | 2                 | 3                 | 1                 | 0                 | 0                 | 35    | 13          | 12             | 1      | 0            |
| 11     |      | Raffael   | 13          | 2           | 1              | 0           | 0            | 1                 | 3                 | 0                 | 0                 | 0                 | 14    | 5           | 1              | 0      | 0            |
| 13     |      | Stindl    | 21          | 3           | 3              | 2           | 0            | 1                 | 0                 | 0                 | 0                 | 0                 | 22    | 3           | 3              | 2      | 0            |
| 14     |      | Pléa      | 34          | 12          | 4              | 2           | 0            | 1                 | 3                 | 0                 | 0                 | 0                 | 35    | 15          | 4              | 2      | 0            |
| 15     |      | Beyer     | 9           | 0           | 0              | 1           | 0            | 1                 | 0                 | 0                 | 0                 | 0                 | 10    | 0           | 0              | 1      | 0            |
| 16     |      | Traoré    | 16          | 0           | 3              | 1           | 0            | 1                 | 0                 | 0                 | 0                 | 0                 | 17    | 0           | 3              | 1      | 0            |
| 17     |      | Wendt     | 32          | 1           | 1              | 2           | 0            | 2                 | 0                 | 1                 | 0                 | 0                 | 34    | 1           | 2              | 2      | 0            |
| 18     |      | Drmić     | 5           | 2           | 0              | 0           | 0            | 0                 | 0                 | 0                 | 0                 | 0                 | 5     | 2           | 0              | 0      | 0            |
| 19     |      | Johnson   | 18          | 1           | 1              | 1           | 0            | 0                 | 0                 | 0                 | 0                 | 0                 | 18    | 1           | 1              | 1      | 0            |
| 21     |      | Sippel    | 0           | 0           | 0              | 0           | 0            | 1                 | 0                 | 0                 | 0                 | 0                 | 1     | 0           | 0              | 0      | 0            |
| 22     |      | Bénes     | 1           | 0           | 0              | 0           | 0            | 0                 | 0                 | 0                 | 0                 | 0                 | 1     | 0           | 0              | 0      | 0            |
| 23     |      | Hofmann   | 27          | 5           | 5              | 2           | 0            | 2                 | 1                 | 3                 | 0                 | 0                 | 29    | 6           | 8              | 2      | 0            |
| 24     |      | Jantschke | 14          | 0           | 1              | 0           | 0            | 1                 | 0                 | 1                 | 0                 | 0                 | 15    | 0           | 2              | 0      | 0            |
| 27     |      | Cuisance  | 11          | 0           | 1              | 3           | 0            | 2                 | 0                 | 0                 | 0                 | 0                 | 13    | 0           | 1              | 3      | 0            |
| 28     |      | Ginter    | 27          | 2           | 0              | 2           | 0            | 2                 | 0                 | 0                 | 0                 | 0                 | 29    | 2           | 0              | 2      | 0            |
| 30     |      | Elvedi    | 30          | 2           | 1              | 1           | 0            | 1                 | 0                 | 0                 | 0                 | 0                 | 31    | 2           | 1              | 1      | 0            |
| 32     |      | Neuhaus   | 32          | 3           | 9              | 5           | 0            | 2                 | 1                 | 0                 | 0                 | 0                 | 34    | 4           | 10             | 5      | 0            |
| 40     |      | Poulsen   | 0           | 0           | 0              | 0           | 0            | 1                 | 0                 | 0                 | 0                 | 0                 | 1     | 0           | 0              | 0      | 0            |